# Kerekasztal Színház

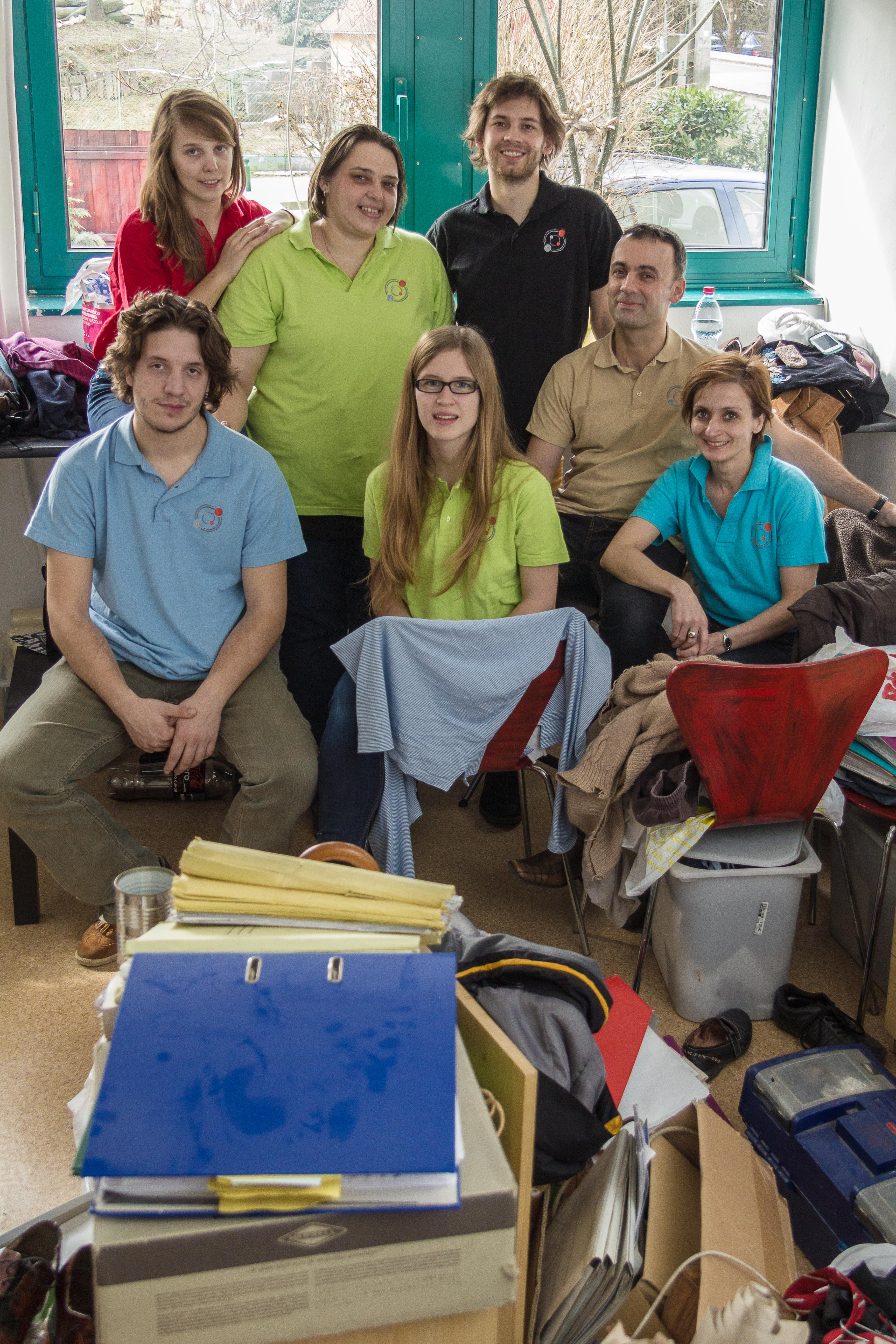
A Kerekasztal Színház társulata

A Kerekasztal Színház Magyarország első színházi nevelési társulata. Célja, hogy a színház formáin keresztül biztosítsa minden fiatalnak lehetőséget arra, hogy jobban megismerje a világot, társait és önmagát.

## Színházi nevelésről általában
A színházi nevelési program magas művészi színvonalon kidolgozott színházi előadásból és a nézők - általános iskolai vagy gimnáziumi diákcsoport - aktív részvételére épülő feldolgozó részből áll. Az esemény két alkotóeleme sokszor nem egyértelműen elkülöníthető.
A foglalkozásokban színészként és drámapedagógusként egyaránt képzett színész-drámatanárok mindig egy osztálynyi csoporttal dolgoznak, hogy minden egyes vélemény, ötlet, személyes megjegyzés meghallgatásra találjon. 
A komplex színházi nevelési előadások mindig fontos társadalmi, erkölcsi, emberi problémák köré épülnek. Az előadást megelőző, megszakító, vagy azt követő feldolgozó részekben a fiatalok színházi eszközöket, munkaformákat használva, gyakran szerepbe bújva, megélt tudást szereznek az adott problémakörről. 
A diákok általuk vagy mások által játszott szerepekre reflektálva tanulnak magukról és az őket körülvevő világról. Nemcsak egymásról, hanem egymástól is tanulnak, hiszen a műfaj alaptézise, hogy a gyerekek önálló tapasztalatokkal és véleménnyel rendelkező autonóm személyiségek, akiknek lehetőséget kell teremteni, hogy biztonságos környezetben tegyék próbára és alakítsák értékrendjüket, hogy egészséges, szociálisan gondolkodó tagjai lehessenek társadalmunknak.
A színházi nevelési programok alapja az erőteljes színházi élmény, hiszen ez jelenti a további közös gondolkodásnak alapját. Gyakran a foglalkozások során a résztvevők is elkezdik használni ezeket a színházi formákat, de a színházi nevelési programok célja elsősorban nem a színházi eszköztár, formanyelv vizsgálata

## Kerekasztal Színházi Nevelési Központ Története
A Kerekasztal Színházi Nevelési Központ a színház és a pedagógia iránt egyaránt elkötelezett alkotók közössége. Meggyőződésük, hogy a színháznak és az alkotó gondolkodásnak helye van a fiatalok nevelésében és hogy pedagógiai szempontokat is figyelembe kell venni a színházi alkotómunka során. Nem gondolják ugyanakkor, hogy a színháznak tanítani vagy oktatni kellene! Gondolkodásra ösztönözni, kérdéseket felvetni viszont annál inkább!
A társulat megalapítása óta megkerülhetetlen szereplője a gyerekeknek játszó színházak közösségének. Az első magyarországi, sőt közép-európai színházi nevelési társulatként 20 éve kínál magas színvonalú színházi előadásokat és azokat drámapedagógiai módszerekkel feldolgozó színházi nevelési programokat fiataloknak.
A műfaj magyarországi meghonosítóinak munkáját ma már színházi és pedagógiai oldalról egyaránt elismerik, bár az idáig vezető út nem volt nehézségektől mentes. A társulatot Kaposi László alapította 1992-ben. A közösség tagjai olyan „pedagógiai vénával” rendelkező, színjátszásban, „színházcsinálásban” jártas fiatalok voltak, akik – szinte kivétel nélkül – Kaposi  színjátszóiként nőttek fel (a feladathoz). Ekkorra érkezett el a pillanat, hogy a fiatalok eldöntsék: a színházat milyen energiaráfordítással tudják és akarják csinálni a jövőben.
Nem kevés szerencse kellett hozzá, hogy akkor, 1992-ben minden együtt legyen ahhoz, hogy – ha nem is ideális körülmények között – megkezdődhessen a módszer magyar viszonyokra történő adaptációja. Így jött létre közép-Kelet-Európában – és azon belül Magyarországon – elsőként egy színházi nevelési programok létrehozására vállalkozó társulat, a Kerekasztal Színházi Nevelési Központ.
A társulat 7 évig dolgozott „szülővárosában”, Gödöllőn, majd – mivel a helyi kulturális élet átstruktúrálódásában nem kívánt részt venni – Budapestre költözött. Új otthonra a Marczibányi Téri Művelődési Központban lelt a csoport, abban az intézményben, ahol az első pillanatoktól kezdve örömmel és odaadó támogatással (valamint nem utolsósorban rendszeres játszási lehetőséggel) követték a Kerekasztal munkáját.
Az alternatív színházi műhelyként jegyzett közösség tehát két évtizede dolgozik. Az alapító, Kaposi László 14 év után érezte úgy, hogy a társulattól való távozása nem jelenti a csoport széthullását, így a vezetői feladatokat átadta három ifjabb kollégájának. A színház életében ezzel új fejezet kezdődött, mely a mai napig tart.
A Kerekasztal Színházi Nevelési Központnak jelenleg 7 állandó társulati tagja van, de előadásaikban számos más szervezettel dolgoznak együtt.

## Elnyert díjak
2014: POSzT versenyprogramjába beválogatták A hosszabbik út című előadást. Hay Anna az előadás szereplője a kritikusok különdíját nyerte el.
2007:  Fogságban; Különdíj, IV. Gyermekszínházi Szemle
2006:  Ördöghajsza, Fesztiváldíj: A színházi élmény nagyerejű és mélyen átgondolt közvetítéséért, III. Gyermek- és Ifjúsági Színházak Biennáléja
2005:  Mesék a túlpartról..., Különdíj, III. Gyermekszínházi Szemle

## Munkájuk céljai
A színházi nevelési munka a társulat elvei szerint a következők:
Céljuk, hogy a résztvevők a világot összetett, de megismerhető összefüggések, kapcsolódások folyamatosan változó rendszereként lássák. Ismerjék fel, hogy ők maguk is alakítói lehetnek az őket körülvevő világnak-váljanak képessé arra, hogy mások problémáival is azonosulni tudjanak; cselekvő, aktív részvételen keresztül tanuljanak a társadalmi felelősségvállalásról. A fiktív történetekben a dráma szereplőinek értékrendjét (ezen keresztül az őket körülvevőknek az értékrendjét is)  vizsgálják, melynek hosszú távú célja a saját értékrendjük formálása. Egyes helyzetekre, eseményekre különböző perspektívákból, nézőpontokból nézhessenek rá. Azok is lehetőséget kapjanak a véleményük megfogalmazására, akiknek a hétköznapi helyzetekben – szociális közegük miatt – ez nehézséget okoz. Közösségi gondolkodás, párbeszéd formáinak gyakorlása (ide tartozik mások véleményének meghallgatása, vélemények, szavak értelmezése, gondolatok rendszerezése). A foglalkozás középpontjába állított fogalommal kapcsolatos tudásukban változás történjen (mozduljanak el a fogalom, problémakör mélyebb megértése felé intellektuális és érzelmi síkon egyaránt). A színházi előadás kínáljon olyan értékes képeket, pillanatokat, amelyek hosszabb távon is tovább hordozhatják a tartalmi kérdéseket. Emocionálisan és intellektuálisan egyaránt hatásos előadás készüljön. A játék kínáljon teret a résztvevőknek a központi fogalommal kapcsolatos saját kérdéseik, problémáik behozatalára, azok is válhassanak közös vizsgálódás tárgyává. Lehetőséget teremteni a jelrendszerek aprólékos megfigyelésére és elemzésére. Színházi kifejezőformákban, valamint a társművészetek eszközeinek használatában való fejlődés – az érzések, gondolatok, vélemények művészi interpretálása nem öncélú művészetként, hanem a problémakör mélyebb megértése érdekében.